# Anthyperythra transcaucasica
Anthyperythra transcaucasica är en fjärilsart som beskrevs av Eugen Wehrli 1937. Anthyperythra transcaucasica ingår i släktet Anthyperythra och familjen mätare. Inga underarter finns listade i Catalogue of Life.